# Tabarra
Tabarra (arabiska: تبرأ, ordagrant att avvisa) är en av trons grenar i den shiitiska skolan och innebär att man ska hata och ta avstånd från vissa personer. Shiamuslimer anser att man ska hata onda personer, förtryckare och Guds, den islamiske profetens och mänsklighetens fiender. Motsatsen till detta är tawalla, som också är en av trons grenar och betyder att älska och vara lojal mot Ahl al-Bayt och att vara vän med deras följare.